# Tessel
Tessel település Franciaországban, Calvados megyében. Lakosainak száma 248 fő (2022. január 1.). Tessel Fontenay-le-Pesnel, Grainville-sur-Odon, Juvigny-sur-Seulles, Vendes, Thue et Mue és Val d'Arry községekkel határos.

## Népesség
A település népessége az elmúlt években az alábbi módon változott:
| Lakosok száma | 166  | 178  | 168  | 243  | 241  | 249  | 249  | 253  | 249  | 248  |
|               | 1968 | 1982 | 1990 | 2006 | 2013 | 2015 | 2017 | 2019 | 2020 | 2022 |